# المريقب (ردفان)

تعديل مصدري - تعديل

المريقب هي إحدى قرى عزلة الحبيلين بمديرية ردفان التابعة لمحافظة لحج، بلغ تعداد سكانها 9 نسمة حسب تعداد اليمن لعام 2004.